# 2021年喬治亞州禽肉加工廠液氮洩漏事故
34°16′02″N 83°51′31″W / 34.26719°N 83.85867°W
2021年1月28日，美國喬治亞州蓋恩斯維爾的一家隸屬基金會食品集團（Foundation Food Group）的禽肉加工廠發生液氮洩漏事件（英語：2021 Georgia poultry plant accident），造成六人死亡，至少十人受傷。

## 事件背景
蓋恩斯維爾素以世界禽肉之都聞名，其禽肉加工工業是喬治亞州乃至美國最大型的。區内多家禽肉加工廠聘請以拉丁裔爲主的成千上萬名員工。涉事的禽肉加工廠本由公司擁有，2021年1月起該司併入基金會食品集團，處理生雞並將之售予飲食業業者或推出市場銷售。
該廠在過去十年内四次遭美國職業安全與健康管理局點名違反條安全規，唯不包括製冷系統。其中2015年9月該廠錄得28項違規事項，而2017年則發生了兩起員工手指遭機器碾斷的意外事件。
人類呼吸的空氣由約78%的氮氣及約21%的氧氣組成。工廠使用的製冷系統通常使用液態氮氣作製冷劑。美國化學安全與危害調查委員會表示，發生液氮洩漏時，液氮將蒸發成無毒氣體，但大量的氣態氮氣將取代空氣中的氧氣，可能導致人類處在缺氧狀態一段時間后窒息致死。

## 意外過程
液氮洩漏意外發生在北美東部時間剛過早上10時後不久。起初意外曾被誤報為爆炸事件。五人當場死亡，另有一人送院后不治。當地消防員在早上10時12分收到投報稱該禽肉加工廠有灼傷病患，趕赴現場後發現包括受傷員工在内的全體人員已經疏散至工廠外。至少四名參與營救行動的消防員感到呼吸不適，被送往喬治亞州東北醫藥中心（Northeast Georgia Medical Center）。大約130名工廠員工被巴士送往自由教會（Free Chapel）會堂驗傷，十人入院治療，其中三人被送入加護病房。儘管洩漏意外大致受控，工廠所在的紀念公園大道（Memorial Park Drive/Road）約1.5 mi（2,400米）長路段仍遭封鎖，後在下午1時30分重新開放。工廠附近的萊曼霍爾小學（Lyman Hall Elementary School）被勒令實行就地避難。
基金會食品集團副主席尼古拉斯·安克隆（Nicholas Ancrum）稱死者包括了該廠的維修員、主管以及經理。

## 調查
霍爾郡消防單位主任扎克·布拉克（Zach Brackett）表示消防員、美國職業安全與健康管理局及喬治亞州消防署長正在核實洩漏原因，目前尚未有定論。基金會食品集團稱初步調查顯示事故肇因為廠内一條液氮輸送管道破裂。